# Gent del barri
Gent del barri (EastEnders) és una telenovel·la britànica, que es transmet des del 19 de febrer de 1985 per la cadena BBC One. Actualment la sèrie se situa com un dels programes més vistos al Regne Unit. La sèrie va ser creada per Julia Smith i Tony Holland.
Gent del barri explica la història de la vida domèstica i professional de les persones que viuen al barri fictici de Walford situat a l'East End de Londres. Principalment se centra en els residents d'Albert Square, un veïnat conformat per carrers com Bridge Street, Turpin Road i George Street.

## Història
La sèrie explica la vida dels habitants de Walford, una barri imaginari de l'Est de Londres. L'escenari principal és una plaça, també fictícia, anomenada Albert Square, en la qual es troben un grapat de cases, un cafè (anomenat The Queen Victoria Public House o simplement The Vic), un bar, un mercat, una discoteca, un centre comunitari, una cafeteria, un parc i diverses empreses petites.

## Emissió en català
L'any 1987 Televisió de Catalunya compra els drets d'emissió per 90 capítols, convertint-se amb Euskal Telebista en les primeres cadenes en emetre la sèrie en llengua no anglesa. El primer capítol es va emetre en català el 30 de juny de 1987. Finalment, TV3 va emetre 1.603 capítols fins al 19 de desembre de 1996. Al 1992 va registrar un 28% de share i 490.000 espectadors. La popularitat de Gent del barri va ser un dels principals motius perquè TV3 decidís al 1992 produir la seva primera sèrie de ficció diàra pròpia, Poblenou, estrenada el 10 de gener de 1994 i amb un guió inspirat en la sèrie anglesa i en l'australiana Veïns, emesa també a TV3 entre 1989 i 1996 amb un èxit similar.
Gent del barri s'emetia durant les sobretaules de TV3 fins que a partir de 1994 Poblenou la va arraconar a la franja matinal. Aquest fet la va fer anar predent audiència fins a deixar-se d'emetre en català el 16 de desembre de 1996.
Prèviament, el model narratiu de Gent del barri també va inspirar la sèrie setmanal vespertina La granja, emesa a TV3 entre 1989 i 1992 –primer com a pròleg del programa de debat La vida en un xip i després mica en mica amb trajectòria i continuïtat narrativa pròpies– i que també es considera precursora a nivell argumental de Poblenou.